# 몬조나이트

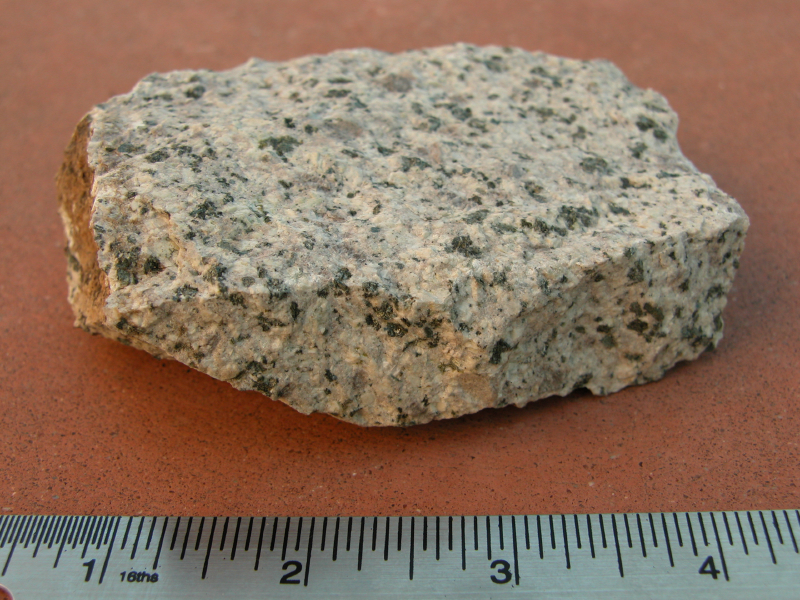
암석 도서관(NASA JPL)의 몬조나이트 표본

몬조나이트(Monzonite)는 지하 마그마가 천천히 냉각되어 형성된 화성암의 일종인 관입암으로, 적당한 이산화 규소 함량을 가지고 있으며 알칼리 금속 산화물이 풍부하다. 몬조나이트는 주로 사장석과 알칼리 장석으로 구성된다.
섬장섬록암(Syenodiorite)은 몬조나이트 또는 몬조섬록암에 대한 구식 용어이다. 라비카이트는 몬조나이트의 특정 형태이다.

## 설명

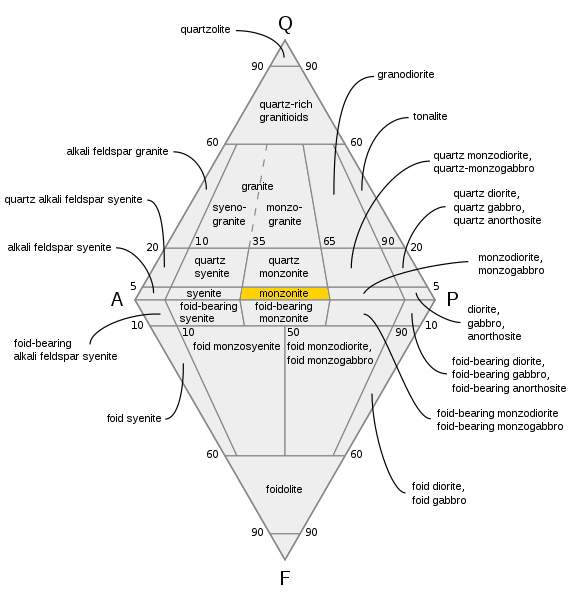
관입 화성암 분류를 위한 QAPF 다이어그램, 몬조나이트 영역이 강조되어 있음

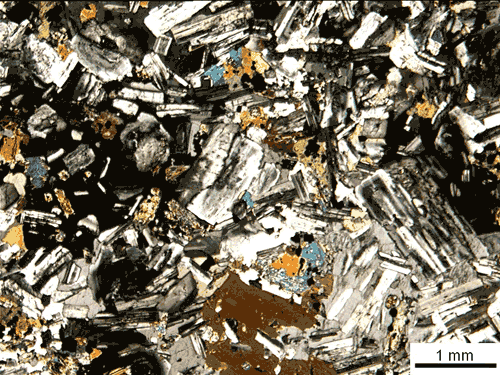
몬조나이트의 박편 현미경 사진(교차 편광)

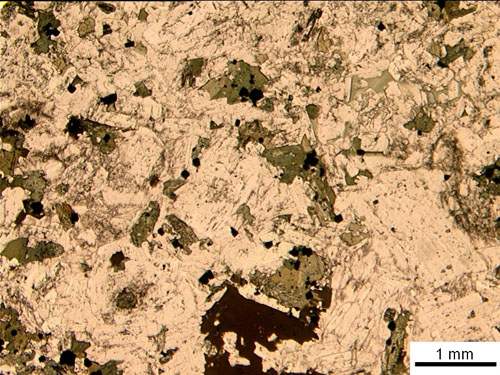
몬조나이트 박편의 현미경 사진(평행 편광)

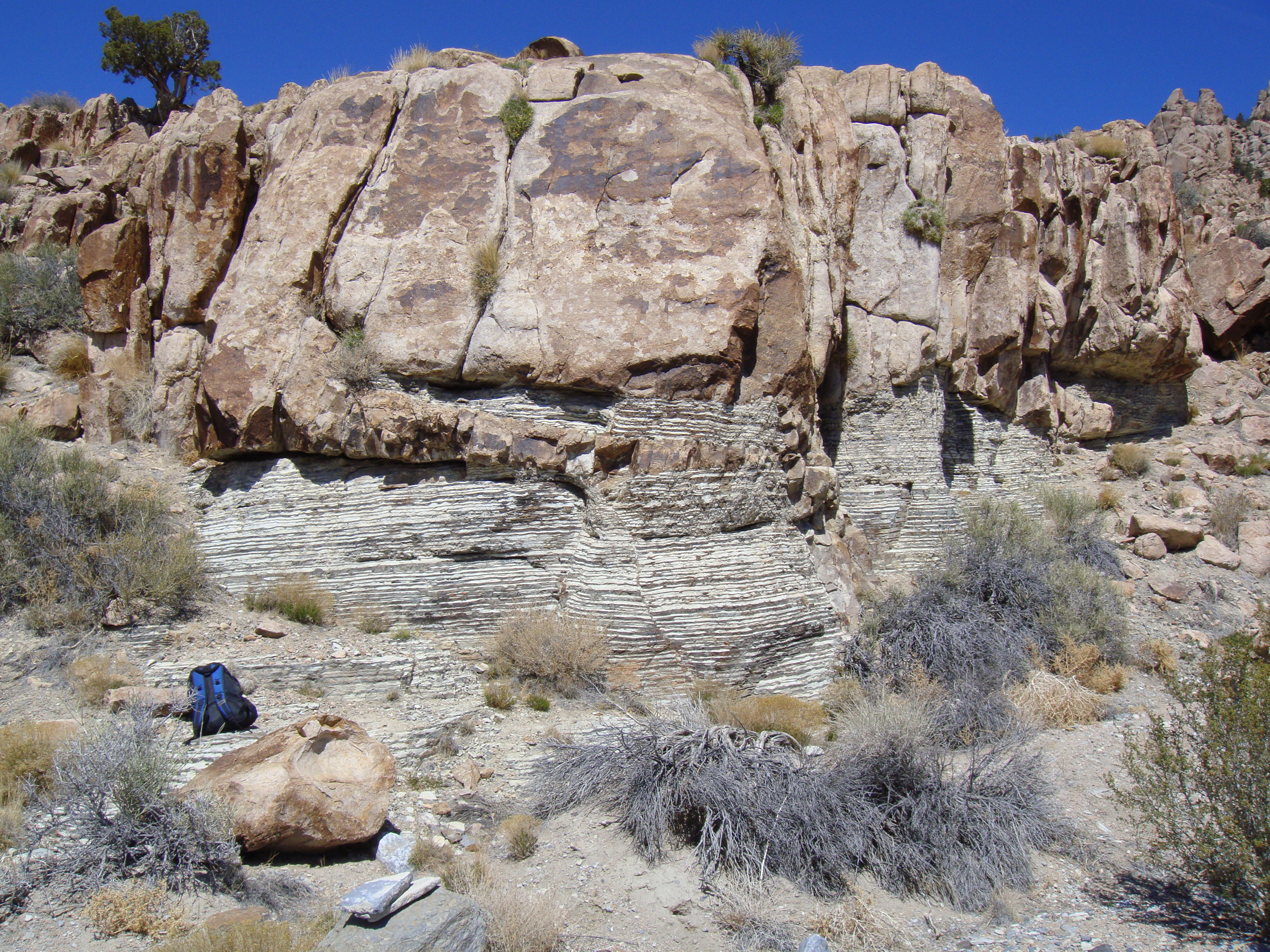
유타주의 노치 피크 몬조나이트 관입은 고도로 변성된 캄브리아기 탄산염암 모암과 (일부 암맥)으로 서로 얽혀 있다

몬조나이트는 조립질(현정질) 화성암이다. 이러한 암석은 석영, 사장석, 알칼리 장석, 준장석의 상대적 비율에 따라 분류된다(QAPF 분류). 몬조나이트는 QAPF 분율에서 석영 함량이 5% 미만이고, 알칼리 장석이 전체 장석 함량의 35%에서 65%를 차지하는 암석으로 정의된다. 만약 석영이 QAPF 분율의 5%를 초과하면 해당 암석은 석영 몬조나이트로 불리며, 준장석이 QAPF 분율의 최대 10%까지 존재하면 해당 암석은 준장석 함유 몬조나이트로 불린다. 알칼리 장석이 더 풍부한 암석은 섬장암으로 분류되며, 사장석이 더 풍부한 암석은 몬조섬록암으로 불린다. 몬조나이트의 화산암은 라타이트이다.
몬조나이트의 사장석은 올리고클레이스에서 안데신에 이르는 나트륨이 풍부한 종류이며, 적당히 잘 형성되어 있다(반자형에서 자형까지). 알칼리 장석은 일반적으로 정장석이다. 몬조나이트는 소량의 각섬석, 흑운모 및 기타 광물도 포함할 수 있다.

## 발생
몬조나이트는 이란의 엘부르즈 산맥에 있는 한칸디(Khankandi) 플루톤에서 반려암 및 화강섬록암과 함께 발견된다. 몬조나이트는 테티스해를 닫았던 충돌 시기에, 이전에 섭입하는 해양 지각 판에서 방출된 유체에 의해 변성된 상부 맨틀의 부분용융으로부터 형성되었을 것으로 추정된다. 몬조나이트는 확장 지각 환경에서도 형성될 수 있으며 또는 알칼리 현무암 조성의 하부 지각의 부분 용융을 통해 형성될 수도 있다.
섬록암, 몬조나이트, 섬장암은 고원생대 화북지괴의 가장자리에서 함께 발견된다. 이들은 컬럼비아의 조립 시기에 형성되었을 가능성이 높으며, 이는 화북지괴가 로렌시아와 시베리아 대륙 사이에 있는 컬럼비아의 내부에 위치했음을 시사한다.
빙엄 캐니언 광산은 변성된 몬조나이트 내에 위치한 반암 동광상으로 구성되어 있다. 변성은 일부 몬조나이트를 석영 몬조나이트 또는 화강암과 유사한 조성으로 변화시켰는데, 이는 사장석이 칼륨 장석으로 변질되고 열수성 석영이 정착되었기 때문이다.
몬조나이트 파편이 달 표면에서 발견되었다. 이들은 용융되지 않는 화강암 액체와 사장석 및 휘석으로 구성된 누적암의 혼합물로 형성되었을 가능성이 높으며, 이는 달의 화강암이 규산염 액체 비혼합성을 통해 형성된다는 이론을 뒷받침한다. 이는 마그마의 고규소 및 저규소 성분이 기름과 식초처럼 분리되는 과정이다.

## 어원
몬조나이트는 원래 이탈리아 트렌토 주 파사 계곡에 있는 몬조니(Monzoni) 산맥에서 풍부하게 발견되어 그 이름을 따서 명명되었다. 암석 정의가 체계화되고 성문화되면서 이러한 연관성은 암석의 정의와는 무관하게 되었다.